# Hollereer
"Hollereer" is een nummer van de Nederlandse rapformatie De Jeugd van Tegenwoordig. Het verscheen op hun album De Machine uit 2008. In april van dat jaar werd het nummer uitgebracht als de eerste single van het album.

## Achtergrond
"Hollereer" is geschreven door alle groepsleden en geproduceerd door Bas Bron. Het woord "hollereer" is straattaal voor "naroepen" of "liefde tonen". Volgens groepslid Faberyayo is het nummer een bewuste stijlbreuk met het werk dat de groep tot dan toe uitbracht: "Sinds wij met "Watskeburt?!" zijn gekomen, komen vele anderen ook met een snelle, harde track. Daarom hebben wij juist gekozen een stapje terug te doen."
"Hollereer" bereikte de Nederlandse Top 40 niet en moest het doen met een tweede plaats in de Tipparade. Daarentegen werd wel de elfde plaats in de Single Top 100 behaald. Het werd ook een hit in de Vlaamse Ultratop 50, waarin het in drie weken tot plaats 36 kwam.

## Hitnoteringen

### Single Top 100
| Hitnotering: 03-05-2008 t/m 21-06-2008 | Hitnotering: 03-05-2008 t/m 21-06-2008 | Hitnotering: 03-05-2008 t/m 21-06-2008 | Hitnotering: 03-05-2008 t/m 21-06-2008 | Hitnotering: 03-05-2008 t/m 21-06-2008 | Hitnotering: 03-05-2008 t/m 21-06-2008 | Hitnotering: 03-05-2008 t/m 21-06-2008 | Hitnotering: 03-05-2008 t/m 21-06-2008 | Hitnotering: 03-05-2008 t/m 21-06-2008 | Hitnotering: 03-05-2008 t/m 21-06-2008 |
| Week                                   | 1                                      | 2                                      | 3                                      | 4                                      | 5                                      | 6                                      | 7                                      | 8                                      |                                        |
| -------------------------------------- | -------------------------------------- | -------------------------------------- | -------------------------------------- | -------------------------------------- | -------------------------------------- | -------------------------------------- | -------------------------------------- | -------------------------------------- | -------------------------------------- |
| Positie                                | 11                                     | 31                                     | 24                                     | 36                                     | 28                                     | 45                                     | 69                                     | 86                                     | uit                                    |

### NPO Radio 2 Top 2000
| Nummer met noteringen in de NPO Radio 2 Top 2000 | '18  | '19  |
| ------------------------------------------------ | ---- | ---- |
| Hollereer                                        | 1570 | 1766 |

1. ↑  Een vetgedrukt getal geeft de hoogste notering aan.
2. ↑  2018 was het eerste jaar met een notering voor dit nummer.
3. ↑  Deze tabel is bijgewerkt tot en met de meest recente editie (2024).